# Social Distortion
Social Distortion, souvent appelé Social D ou SxDx, est un groupe de punk rock américain, originaire de Fullerton, dans le comté d'Orange, en Californie, aux diverses influences, notamment country et rock 'n' roll. Il cultive depuis l'album Prison Bound un style qui lui est propre aussi bien musicalement que visuellement, affichant références aux années 1950 et à l'univers des Hot Rods et du custom en général, alliant rock 'n' roll classique pour la structure des morceaux, punk pour la hargne et l'énergie, et des mélodies souvent mélancoliques. 
Connu à la fin des années 1970 avec les groupes de punk hardcore comme Black Flag ou The Adolescents, Minor Threat et Youth Brigade, il séduit ensuite de nombreux amateurs de rock 'n' roll plus classique mais énergique, grâce à son intransigeance vis-à-vis des modes musicales fluctuantes et la qualité de ses compositions et de ses textes.

## Biographie

### Débuts (1978–1985)

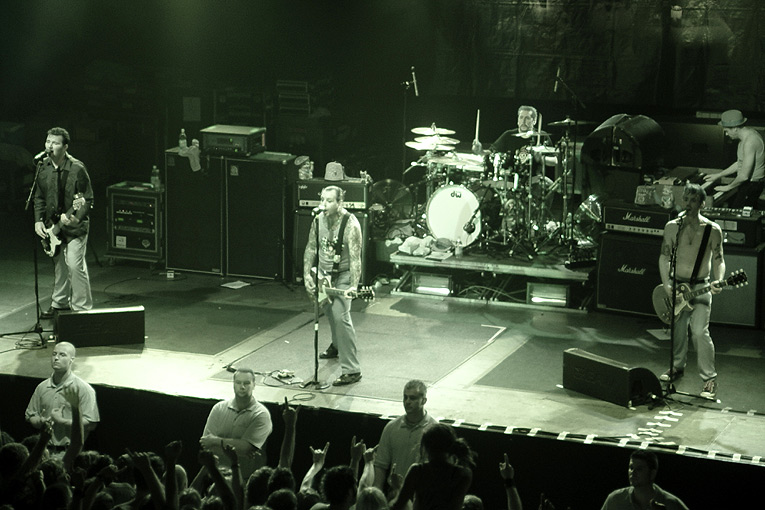
Social Distortion en concert en Allemagne.

Social Distortion se forme en 1978 à Fullerton, Californie. Le groupe est alors constitué de Mike Ness (guitare), Casey Royer (batterie), Mark Garrett (basse) et Tom Corvin, ancien joueur de basketball à Cal State Fullerton (chant). Garrett est vite remplacé par Rikk Agnew. Après le départ de Corvin, parti commencer des études supérieures à l'université Bob Jones pendant l'automne 1979, Mike recrute son ami de lycée Dennis Dannel comme guitariste, bien que ce dernier ne sache pas encore jouer. Son arrivée provoque le départ de Royer et Agnew, qui ne souhaitent pas attendre que Dannel apprenne. Royer et Agnew jouent ainsi avec Garrett dans un groupe distinct mais également nommé Social Distortion, composé de Royer au chant, Mark Garrett à la basse, Rikk Agnew à la batterie et Frank Agnew et Tim Maag aux guitares avant d'intégrer The Adolescents en 1980. Ness et Dannel seront alors les seuls membres constants du groupe pendant les vingt années suivantes.
Le groupe est d'abord un groupe de punk rock, très actif au sein de la scène californienne alors naissante, qu'il aide d'ailleurs à se développer. Inspiré par The Clash et The Ramones, avec une très nette touche californienne de l'époque, rendant sa musique plus agressive, le groupe fait ses débuts aux côtés d'autres groupes d'O.C., tels que The Adolescents, China White et Shattered Faith, qui participent à l'apparition du Hardcore et à son explosion quelques années plus tard.
En 1981, le groupe, alors constitué de Ness (guitare solo, chant), Dannel (Guitare rythmique), Brent Liles (Basse), et Derek O'Brien (Batterie) sort son premier single, Mainliner/Playpen, chez Posh Boy, puis entame en 1982 une tournée nationale avec Youth Brigade, tournée retracée à travers le rockumentaire Another State of Mind.
Le groupe enregistre son premier album Mommy's Little Monster chez 13th Floor Records en 1983, au son très punk années 1980, assez sombre. L'album permet au groupe d'acquérir une belle notoriété au sein de la scène punk nationale. Cependant, la dépendance de Mike Ness à l'héroïne s'aggrave, et provoque le départ de Liles et O'Brien qui quittent le groupe en plein concert, en 1983. Ils sont alors remplacés par Christopher Reece (batterie) et John Maurer (basse). 
Le groupe tourne alors en Californie et en Arizona, jusqu'à ce qu'il traverse une période d'inactivité et une brève séparation en 1985, durant laquelle Mike Ness alterne cures de désintoxication et séjours en prison.

### Retour et popularité (1986–2004)
En 1986, Mike Ness n'a plus de problèmes et le groupe se reforme pour finalement enregistrer un nouvel album en 1988, Prison Bound (Restless Records). Cet album montre le groupe sous un nouveau jour, avec un style plus rock'n'roll teinté de outlaw-country, moins punk rock, style qui sera par la suite sa marque de fabrique, une sorte de « cow-punk 'n' roll ». Ainsi le morceau Like an Outlaw est un clin d'œil à des classiques tels que Rawhide ou Ghost Riders in the Sky.
En 1989, le groupe signe chez Epic Records, label avec lequel il enregistre trois albums : Social Distortion en 1990 (Story of My Life, Ball and Chain,...) ; Somewhere Between Heaven and Hell en 1992 (avec une pochette rendant hommage à l'album Peanut Butter Rock'n'Roll de Hasil Adkins); et White Light, White Heat, White Trash en 1996, un album plus sombre qui marque un léger retour à l'agressivité et aux sonorités des premiers jours. (Don't drag me down, I was wrong,...)
Le groupe quitte leur label en 1996 pour rejoindre Time Bomb Recordings, label indépendant avec lequel il sort Mainliner: Wreckage from the Past, une compilation de morceaux rares et de vieux singles, puis Live at the Roxy en 1998, le premier album live de Social Distortion. Après la sortie de Live at the Roxy, le groupe se sépare pendant quelques années. En 1999, Mike Ness réalise deux albums solo, Cheating at Solitaire et Under The Influences -Vol#1, tous deux chez Time Bomb.  En 2000, le groupe perd un membre lorsque le guitariste Dennis Dannel décède d'une rupture d'anévrisme.

### Deuxième retour (2004–2011)

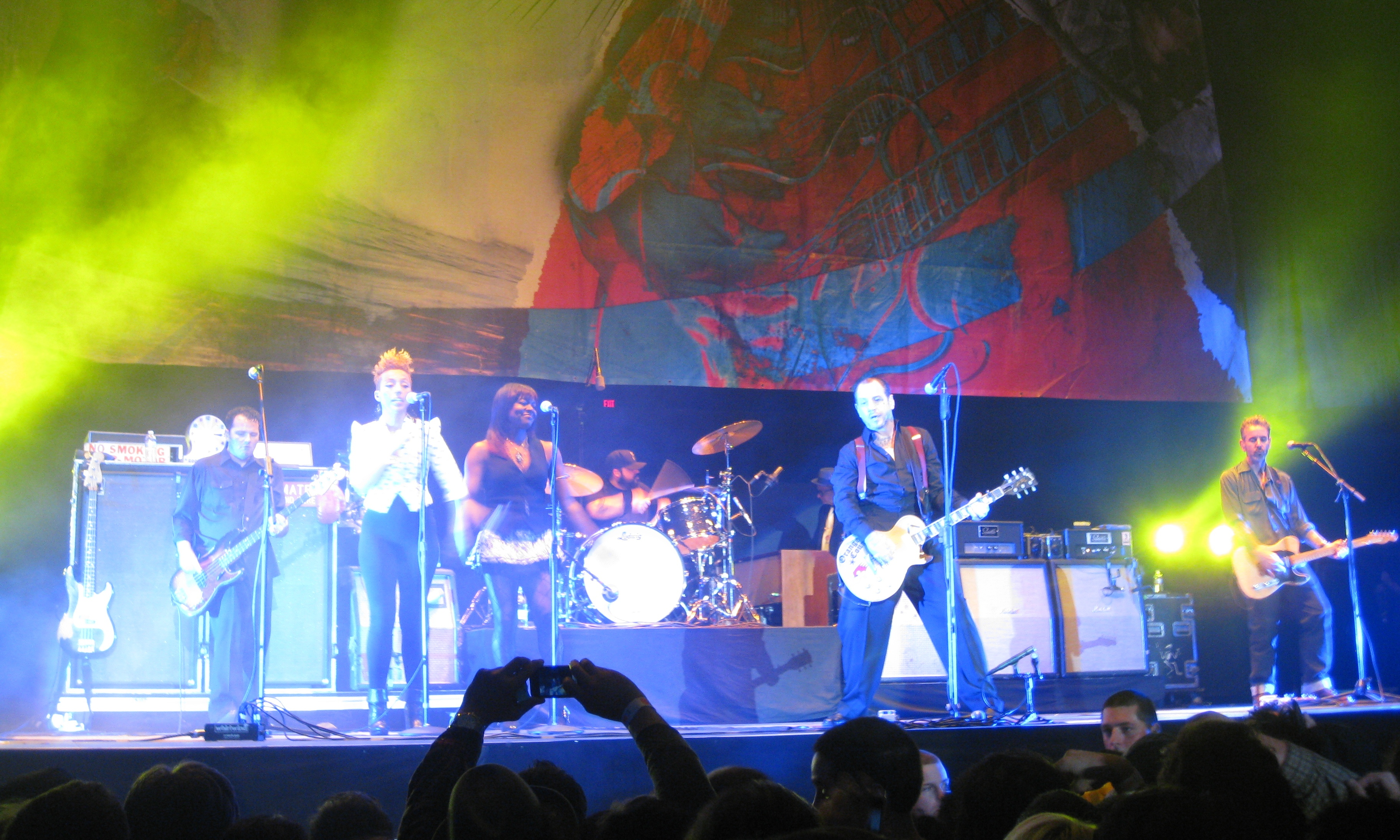
Social Distortion sur scène.

Après la mort de Dennis Dannel, le groupe décide de reprendre la route avec deux nouveaux membres : Johnny « 2 Bags » Wickersham à la guitare et Charlie Quintana à la batterie. En 2004, sortent successivement un DVD, Live In Orange County, et un nouvel album studio attendu depuis huit ans, Sex, Love and Rock 'n' Roll, sur lequel le morceau Don't Take Me For Granted rend hommage à Dannel.
En 2007, le groupe sort son premier best-of sur Time Bomb Recordings, intitulé Greatest Hits. À la suite d'un problème de droits, le groupe se voit obligé de ré-enregistrer certains morceaux de la période Epic Records, n'ayant pas la possibilité d'utiliser les masters originaux. Plusieurs titres tels que  Bad Luck ou Ball and Chain sont alors reproduits, en restant fidèles aux versions originales. En avril 2008, Ness annonce un album acoustique du groupe pour 2009. En juillet 2009, Ness révèle à Tarakany! Bad TV russe que Social Distortion prévoit d'entrer en studio en novembre 2009 ou début 2010 pour enregistrer la suite de Sex, Love and Rock 'n' Roll. En septembre la même année, il confirme l'enregistrement pour janvier 2010 au Studio 606, propriété des Foo Fighters,. Ness annonce la sortie de l'album d'ici l'été, voire au printemps 2010.
Le 7 février 2010, Social Distortion annonce sur Twitter le début des enregistrements pour le 8 février. Ness annonce douze chansons, puis cinq nouvelles. Le 1er avril 2010, le groupe prend une pause loin des studios pour répéter en vue d'une tournée sud-américaine. Social Distortion joue en tête d'affiche au Lollapalooza 2010. Le 11 mai 2010, Epitaph Records officialise sa signature avec Social Distortion. Le groupe annonce une tournée nord-américaine à la fin 2010. Scott Reeder est remplacé par David Hidalgo, Jr., ex-Suicidal Tendencies.
Lors d'un concert à Poughkeepsie, New York, le 27 juillet 2010, Mike Ness révèle le titre du nouvel album de Social Distortion, Hard Times and Nursery Rhymes. Bien qu'annoncé en novembre 2010, l'album est repoussé au 18 janvier 2011. Il mentionne aussi que Machine Gun Blues, le premier single, sera publié sur iTunes le 16 novembre. Le 6 décembre, Social Distortion participe pour la première fois à l'émission Jimmy Kimmel Live!, jouant Machine Gun Blues et Story of My Life. Le 6 août 2011, Social Distortion joue pour les Guitar Center Sessions sur DirecTV.

### Huitième album (depuis 2011)
En janvier 2011, Ness annonce la possibilité pour Social Distortion d'enregistrer d'autres albums avec Epitaph. Le même mois, il explique à Exclaim! qu'il n'y aura pas de délai de sortie entre sept ou huit ans pour les nouveaux albums de Social Distortion. En mai 2012, Ness annonce l'écriture de l'album pour janvier 2013. Le 22 juillet 2015, Ness annonce qu'il écrira de nouvelles chansons qu'il oubliera quelques jours plus tard.
En 2015, le groupe tourne en hommage au 25e anniversaire de leur premier album, éponyme. En mars 2017, dans le Las Vegas Review-Journal, Ness révèle vingt chansons déjà terminées et dans des styles allant de garage punk au gospel.

## Membres

### Membres actuels
- Mike Ness - chant, guitare (depuis 1978)
- Johnny Wickersham - guitare (depuis 1999)
- Brent Harding - basse (depuis 2004)
- David Hidalgo, Jr. - batterie (depuis 2010)

### Anciens membres
- Tom Corvin - chant (1978-1979)
- Mark Garrett - basse (1978)
- Rikk Agnew - basse (1978-1980)
- Dennis Danell - guitare, basse (1978-1999, décès le 29 février 2000)
- Brent Liles - basse (1980-1986, décès le 18 janvier 2007, à la suite d'un accident de la route)
- John Maurer - basse (1984-2004)
- Casey Royer - batterie (1978-1980)
- Randy Carr - batterie (1994-1996)
- Derek O'Brien - batterie (1978-1986)
- Chris Reece - batterie (1984-1994)
- Chuck Biscuits - batterie (1994-1999)
- Charlie Quintana - batterie (1999-2009)
- Atom Willard - batterie (2009-2010)

## Discographie

### DVD
- 2004 : Live in Orange County